# Fesoterodine
Fesoterodine (INN, sử dụng như là fumarate dưới tên thương hiệu Toviaz) là một thuốc antimuscarinic được phát triển bởi Schwarz Pharma AG để điều trị hội chứng bàng quang hoạt động quá mức (OAB). Nó đã được Cơ quan Dược phẩm Châu Âu phê duyệt vào tháng 4 năm 2007, Cục Quản lý Thực phẩm và Dược phẩm Hoa Kỳ vào ngày 31 tháng 10 năm 2008  và Bộ Y tế Canada vào ngày 9 tháng 2 năm 2012.
Fesoterodine là một tiền chất. Nó được chia thành các hoạt động chuyển hóa, nó desfesoterodine, bởi plasma esteraza.

## Hiệu quả
Fesoterodine có ưu điểm là cho phép dùng liều linh hoạt hơn các thuốc đối vận muscarinic khác. Khả năng dung nạp và tác dụng phụ của nó tương tự như các thuốc đối kháng muscarinic khác và vì một loại thuốc mới dường như không thể tạo ra những thay đổi lớn trong thực hành điều trị cho bàng quang hoạt động quá mức.
Một nghiên cứu của Nhật Bản từ năm 2017 cho thấy sự khẩn cấp và thôi thúc được cải thiện sau 3 ngày dùng thuốc, với hiệu quả đầy đủ có thể được đánh giá sau 7 ngày dùng thuốc. Bàng quang hoạt động quá mức đã được tìm thấy sẽ được giải quyết ở 88% bệnh nhân sau 7 ngày sử dụng.